# ミングレル人

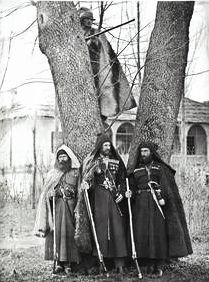
ミングレル人（19世紀）

ミングレル人（ミングレルじん、メグレル語: მარგალეფი、英語: Mingrelians）は、南コーカサスにあるジョージアのサメグレロ（ミングレリア）地方に住む少数民族である。同国の多数民族であるカルトヴェリ人の支族に分類されることが多い。
サメグレロ地方以外では、アブハジアとトビリシに居住している。およそ18万人から20万人のミングレル人が1990年代初期に発生したアブハジア紛争とそれに続いたアブハジアからカルトヴェリ人とその支族を駆逐する民族浄化の結果、アブハジアから追い出された。ほとんどのミングレル人はミングレル語とグルジア語の両方を話すが、ミングレル語はアブハズ語で使用されるキリル文字ではなくグルジア文字で表記される。

## 歴史
1930年代までミングレル人とスヴァン人は独自の人口統計が取られていたが、それ以後は広義（国家国民として）のグルジア人に含まれるようになった。ミングレル人はマイノリティでありながら、カルトヴェリ民族主義的な人物も多い。それがメラブ・コスタヴァやジョージアの初代大統領ズヴィアド・ガムサフルディアであった。そのため、サメグレロは1991年末の反ガムサフルディアのクーデター結果発生した内戦の舞台となった。この内戦ではガムサフルディア側が敗北した。

## 料理
伝統的なサメグレロ料理においては辛味と豊富な香辛料が特徴である。古くから、温暖な亜熱帯性気候を持つサメグレロ地方ではマラリアの普及が最大の脅威であった。この地方の住民は、大量の唐辛子の摂取が、疫病の流行を抑える効果があることに早くから気づいていた。こうした経緯により、辛味調味料はサメグレロ料理の伝統を形成する要因となった。
サメグレロ料理では数種類の香辛料が、基本的にはソースの形で用いられる。伝統料理として挙げられるのは、ゴミ（Ghomi, ღომი; トウモロコシの粉を茹でて固めたもの。）、スルグニ（Sulguni, სულგუნი; 乳脂肪分豊富なチーズ）、辛味のあるソース（アジカ”Ajika, აჯიკა”など）と食べる肉のバーベキューなどがある。エラルジ(Elarji, ელარჯი)とサツィヴィ(Satsivi, საცივი)の2つは特別な料理で、祝い事や貴賓の訪問時に作られる。これらはジョージア全土においてサメグレロ料理の魅力として認識されている。

## 著名なミングレル人
- ラヴレンチー・ベリヤ（スターリン時代の秘密警察長官）
- コンスタンティネ・ガムサフルディア（20世紀のジョージアでもっとも影響力のあった作家）
- ズヴィアド・ガムサフルディア（ソ連から独立後の初代ジョージア大統領。コンスタンチン・ガムサフルディアの子。）
- メラブ・コスタヴァ（ジョージアの国民的英雄）
- 黒海太